# Giuseppe Giorgetti
Giuseppe Giorgetti, även Gioseppe, född i Rom, död omkring 1682 i Rom, var en italiensk skulptör under barocken. Han var yngre bror till skulptören Antonio Giorgetti.

## Verk i urval
- Minnesstaty över Carlo Barberini (1675–1677) – Cappella Barberini/Cappella di San Sebastiano, Sant'Andrea della Valle[1][2][3]
- Änglar – fasaden, Santi Luca e Martina[4][5]
- Den helige Sebastian – Cappella di San Sebastiano, San Sebastiano fuori le Mura[6]
- Gravmonument över George Conn (1678; putto; gravmonumentet i sig av Lorenzo Ottoni) – San Lorenzo in Damaso[7][8]
- Högaltaret – San Rocco all'Augusteo[9][10]

## Bilder
| - Krönande änglar på fasaden till Santi Luca e Martina. - Den helige Sebastian. |